# Lista över avsnitt av Det okända
Detta är en lista över avsnitt i den svenska TV-serien Det okända.

## Säsong 1 (hösten 2004)
Säsongen sändes ursprungligen i TV-kanalen TV4 Plus. Säsongspremiären ägde rum den 6 oktober 2004 och säsongen avslutades den 8 december 2004. Säsongens programledare var Malin Berghagen. I säsongen introducerades medierna Terry Evans, Jörgen Gustafsson, Iris Hall, Elisabeth Lannge och Anders Åkesson.
| Avsnitt | Sändningsdatum   | Sammanfattning                                                                        | Medier                       |
| ------- | ---------------- | ------------------------------------------------------------------------------------- | ---------------------------- |
| 1       | 6 oktober 2004   | En bostad i Gimo besöks av mediet Elisabeth Lannge.                                   | Elisabeth Lannge             |
| 2       | 13 oktober 2004  | En bostad besöks av mediet Anders Åkesson.                                            | Anders Åkesson               |
| 3       | 20 oktober 2004  | En bostad besöks av mediet Elisabeth Lannge.                                          | Elisabeth Lannge             |
| 4       | 27 oktober 2004  | En restaurang i Göteborg besöks av medierna Iris Hall och Jörgen Gustafsson.          | Iris Hall, Jörgen Gustafsson |
| 5       | 3 november 2004  | Restaurangen från föregående avsnitt återbesöks, denna gång av mediet Anders Åkesson. | Anders Åkesson               |
| 6       | 10 november 2004 | En bostad i Avesta besöks av mediet Terry Evans.                                      | Terry Evans                  |
| 7       | 17 november 2004 | En bostad i Jordbro söder om Stockholm besöks av mediet Elisabeth Lannge.             | Elisabeth Lannge             |
| 8       | 24 november 2004 | En bostad i Stockholm besöks av mediet Terry Evans.                                   | Terry Evans                  |
| 9       | 1 december 2004  | En bostad besöks av mediet Anders Åkesson.                                            | Anders Åkesson               |
| 10      | 8 december 2004  | Specialavsnitt med studiobesök av några av säsongens gäster, samt ett experiment.     |                              |

## Säsong 2 (våren 2005)
Säsongen sändes ursprungligen i TV-kanalen TV4 Plus. Säsongspremiären ägde rum den 2 februari 2005 och säsongen avslutades den 16 mars 2005. Säsongens programledare var Malin Berghagen.
| Avsnitt | Sändningsdatum   | Sammanfattning                                                                      | Medier                       |
| ------- | ---------------- | ----------------------------------------------------------------------------------- | ---------------------------- |
| 1       | 2 februari 2005  | En bostad i Täby besöks av mediet Terry Evans.                                      | Terry Evans                  |
| 2       | 9 februari 2005  | En bostad i Hedemora besöks av mediet Elisabeth Lannge.                             | Elisabeth Lannge             |
| 3       | 16 februari 2005 | En bostad i Åkers styckebruk i Strängnäs kommun besöks av mediet Jörgen Gustafsson. | Jörgen Gustafsson            |
| 4       | 23 februari 2005 | En bostad i Malmö besöks av mediet Iris Hall.                                       | Iris Hall                    |
| 5       | 2 mars 2005      | Fortsättning på föregående avsnitt, med medierna Iris Hall och Jörgen Gustafsson.   | Iris Hall, Jörgen Gustafsson |
| 6       | 9 mars 2005      | En bostad i Stockholm besöks av mediet Elisabeth Lannge.                            | Elisabeth Lannge             |
| 7       | 16 mars 2005     | En bostad i Västerås besöks av mediet Terry Evans.                                  | Terry Evans                  |

## Säsong 3 (hösten 2005)
Säsongen sändes ursprungligen i TV-kanalen TV4 Plus. Säsongspremiären ägde rum den 12 oktober 2005 och säsongen avslutades den 23 november 2005. Säsongens programledare var Malin Berghagen.
| Avsnitt | Sändningsdatum   | Sammanfattning | Medier            |
| ------- | ---------------- | --- | ----------------- |
| 1       | 5 oktober 2005   | En bostad i Gusum besöks. | Jörgen Gustafsson |
| 2       | 12 oktober 2005  | En bostad i Kalmar besöks. | Jill Petersson    |
| 3       | 19 oktober 2005  | En bostad i Boden besöks. | Terry Evans       |
| 4       | 26 oktober 2005  | En bostad utanför Båstad besöks. | Anders Åkesson    |
| 5       | 2 november 2005  | Herrgården Nygård vid Vänern besöks. | Iris Hall         |
| 6       | 9 november 2005  | En bostad i Åtvidaberg besöks av mediet Elisabeth Lannge. | Elisabeth Lannge  |
| 7       | 16 november 2005 | En gård i Mellansverige besöks av mediet Terry Evans. | Terry Evans       |
| 8       | 23 november 2005 | Specialavsnitt där två experiment utförs: enligt programtablån ett "för att se om det är så att människor lämnar energispår efter sig på exempelvis föremål de burit" och ett "försök att få medvetandet att lämna kroppen". Avsnittet innehåller även en uppföljning av ett tidigare hembesök. |                   |

## Säsong 4 (våren 2006)
Säsongen sändes ursprungligen i TV-kanalen TV4 Plus. Säsongspremiären ägde rum den 8 februari 2006 och säsongen avslutades den 19 april 2006. Säsongens programledare var Malin Berghagen.  I säsongen introducerades medierna Elisabeth Johansson och Florencio Reverande Anton Neta, samt hypnotisören Sailesh och spådamen Elisabette Molin.
| Avsnitt | Sändningsdatum   | Sammanfattning | Medier                                          |
| ------- | ---------------- | --- | ----------------------------------------------- |
| 1       | 8 februari 2006  | En bostad besöks av Det okända-redaktionen. | Terry Evans                                     |
| 2       | 15 februari 2006 | En bostad besöks av medierna Jörgen Gustafsson och Elisabeth Lannge. | Jörgen Gustafsson, Elisabeth Lannge             |
| 3       | 22 februari 2006 | En bostad besöks av mediet Terry Evans. | Terry Evans                                     |
| 4       | 1 mars 2006      | En bostad i Salem besöks av mediet Elisabeth Johansson. | Elisabeth Johansson                             |
| 5       | 8 mars 2006      | En nattklubb i Söderhamn besöks av mediet Terry Evans. | Terry Evans                                     |
| 6       | 15 mars 2006     | Specialavsnitt där i första delen en bostad i Järvsö besöks av mediet Terry Evans. Den andra delen handlar om hypnos, med hypnotisören Sailesh och en person som är rädd för ormar. Avsnittet fälldes av Granskningsnämnden för radio och TV, då det stred mot bestämmelsen om respekt för den enskildes privatliv.                        | Terry Evans, Sailesh                            |
| 7       | 22 mars 2006     | En bostad i Sandviken besöks av mediet Terry Evans. | Terry Evans                                     |
| 8       | 29 mars 2006     | En bostad i Karlskoga besöks av Det okända-redaktionen. | Jörgen Gustafsson                               |
| 9       | 5 april 2006     | Specialavsnitt enligt programtablån om att "låna ut sin kropp till en ande". "Transmediet" Florencio Reverande Anton Neta deltar i avsnittet. I avsnittet ingår även en del om tarotkort, där spådamen Elisabette Molin träffar tre kändisar (Ernst Billgren, Tilde de Paula och Susanne Möller) för att försöka skåda in i deras framtid. | Florencio Reverande Anto Neta, Elisabette Molin |
| 10      | 12 april 2006    | En bowlinghall i Edsbyn besöks av mediet Terry Evans. | Terry Evans                                     |
| 11      | 19 april 2006    | Fortsättning från föregående avsnitt, med mediet Terry Evans. | Terry Evans                                     |

## Säsong 5 (hösten 2006)
Säsongen sändes ursprungligen i TV-kanalen TV4 Plus. Säsongspremiären ägde rum den 4 oktober 2006 och säsongen avslutades den 20 december 2006. Säsongens programledare var Caroline Giertz. I säsongen introducerades medierna Vendela Cederholm, Jill Peterson och Lena Ranehag.
| Avsnitt | Sändningsdatum   | Sammanfattning                                                                                           | Medier                         |
| ------- | ---------------- | --- | ------------------------------ |
| 1       | 4 oktober 2006   | Rinkesta slott utanför Eskilstuna besöks av Det okända-redaktionen.                                      | Lena Ranehag                   |
| 2       | 11 oktober 2006  | En bostad i Staffanstorp besöks av mediet Terry Evans.                                                   | Terry Evans                    |
| 3       | 18 oktober 2006  | En bostad på Mörkö i Södermanland besöks av mediet Jörgen Gustafsson.                                    | Jörgen Gustafsson              |
| 4       | 25 oktober 2006  | En bostad utanför Höör besöks av mediet Terry Evans.                                                     | Terry Evans                    |
| 5       | 1 november 2006  | En bostad i Göteborg besöks av mediet Lena Ranehag.                                                      | Lena Ranehag                   |
| 6       | 8 november 2006  | Mauritzbergs slott utanför Norrköping besöks av mediet Jill Peterson.                                    | Jill Peterson                  |
| 7       | 15 november 2006 | En bostad i Göteborg besöks av mediet Lena Ranehag.                                                      | Lena Ranehag                   |
| 8       | 22 november 2006 | En bostad i Vallentuna besöks av mediet Jörgen Gustafsson.                                               | Jörgen Gustafsson              |
| 9       | 29 november 2006 | En bostad i Hallonbergen i Sundbybergs kommun besöks av mediet Vendela Cederholm.                        | Vendela Cederholm              |
| 10      | 6 december 2006  | Fortsättning från föregående avsnitt.                                                                    | Vendela Cederholm, Terry Evans |
| 11      | 13 december 2006 | En bostad i Örebro besöks av mediet Lena Ranehag.                                                        | Lena Ranehag                   |
| 12      | 20 december 2006 | Specialavsnitt, där programledaren Caroline Giertz träffar inkaindianer för att få hjälp med sin migrän. | -                              |

## Säsong 6 (våren 2007)
Säsongen sändes ursprungligen i TV-kanalen TV4 Plus. Säsongspremiären ägde rum den 6 februari 2007 och säsongen avslutades den 1 maj 2007. Säsongens programledare var Caroline Giertz.
| Avsnitt | Sändningsdatum   | Sammanfattning                                                               | Medier            |
| ------- | ---------------- | ---------------------------------------------------------------------------- | ----------------- |
| 1       | 6 februari 2007  | Årsta slott i Haninge kommun besöks av mediet Terry Evans.                   | Terry Evans       |
| 2       | 13 februari 2007 | En bostad i Mjällom besöks av Det okända-redaktionen.                        | Jörgen Gustafsson |
| 3       | 20 februari 2007 | En bostad i Jakobsberg utanför Stockholm besöks av mediet Vendela Cederholm. | Vendela Cederholm |
| 4       | 27 februari 2007 | En bostad i Krylbo besöks av mediet Terry Evans.                             | Terry Evans       |
| 5       | 6 mars 2007      | Hudiksvalls teater besöks av mediet Jörgen Gustafsson.                       | Jörgen Gustafsson |
| 6       | 13 mars 2007     | En bostad utanför Enköping besöks av mediet Terry Evans.                     | Terry Evans       |
| 7       | 20 mars 2007     | En bostad utanför Sundsvall besöks av mediet Jörgen Gustafsson.              | Jörgen Gustafsson |
| 8       | 3 april 2007     | Specialavsnitt om mediet Jörgen Gustafsson.                                  | Jörgen Gustafsson |
| 9       | 10 april 2007    | En restaurang i Sala besöks av mediet Terry Evans.                           | Terry Evans       |
| 10      | 17 april 2007    | En bostad besöks av mediet Vendela Cederholm.                                | Vendela Cederholm |
| 11      | 24 april 2007    | Specialavsnitt om exorcism.                                                  |                   |
| 12      | 1 maj 2007       | Ett hotell utanför Stockholm besöks av mediet Lena Ranehag.                  | Lena Ranehag      |

## Säsong 7 (hösten 2007)
Säsongen sändes ursprungligen i TV-kanalen TV4 Plus. Säsongspremiären ägde rum den 28 november 2007 och säsongen avslutades den 12 december 2007.  Säsongens programledare var Caroline Giertz. Säsongen består av endast tre avsnitt, eftersom TV4 Plus dessförinnan under hösten sände Akademien för det okända istället för Det okända.
I säsongen introducerades mediet Camilla Öhrnberg (vinnaren av Akademien för det okända).
| Avsnitt | Sändningsdatum   | Sammanfattning                                           | Medier                              |
| ------- | ---------------- | -------------------------------------------------------- | ----------------------------------- |
| 1       | 28 november 2007 | En bostad i Lidingö besöks av mediet Camilla Öhrnberg.   | Camilla Öhrnberg, Jörgen Gustafsson |
| 2       | 5 december 2007  | En bostad besöks av mediet Anders Åkesson.               | Anders Åkesson                      |
| 3       | 12 december 2007 | En bostad i Stockholm besöks av mediet Camilla Öhrnberg. | Camilla Öhrnberg                    |

## Säsong 8 (våren 2008)
Säsongen sändes ursprungligen i TV-kanalen TV4 Plus. Säsongspremiären ägde rum den 9 januari 2008 och säsongen avslutades den 26 mars 2008. Säsongens programledare var Caroline Giertz. I säsongen introducerades mediet Liselotte Öhrnberg.
| Avsnitt | Sändningsdatum   | Sammanfattning | Medier                                                                            |
| ------- | ---------------- | --- | --------------------------------------------------------------------------------- |
| 1       | 9 januari 2008   | Svaneholms herrgård besöks av mediet Terry Evans. | Terry Evans                                                                       |
| 2       | 16 januari 2008  | Avsnitt om röstmeddelanden på en mobiltelefon som påstås komma från en död person.                                                                      | Lena Ranehag                                                                      |
| 3       | 23 januari 2008  | En fäbod i Dalarna besöks av mediet Jörgen Gustafsson.                                                                                                  | Jörgen Gustafsson                                                                 |
| 4       | 30 januari 2008  | En bostad i Nora besöks av mediet Terry Evans. | Terry Evans                                                                       |
| 5       | 6 februari 2008  | Fortsättning från föregående avsnitt, med medierna Vendela Cederholm, Terry Evans och Lena Ranehag.                                                     | Vendela Cederholm, Terry Evans, Lena Ranehag                                      |
| 6       | 13 februari 2008 | Specialavsnitt om några av de medier som är med i programserien (Vendela Cederholm, Terry Evans, Jörgen Gustafsson, Lena Ranehag och Camilla Öhrnberg). | Vendela Cederholm, Terry Evans, Jörgen Gustafsson, Lena Ranehag, Camilla Öhrnberg |
| 7       | 20 februari 2008 | Engsö slott besöks av mediet Vendela Cederholm. | Vendela Cederholm                                                                 |
| 8       | 27 februari 2008 | En gård utanför Falköping besöks av medierna Camilla och Liselotte Öhrnberg.                                                                            | Camilla Öhrnberg, Liselotte Öhrnberg                                              |
| 9       | 5 mars 2008      | Uppföljning av ett avsnitt från en tidigare säsong, då mediet Terry Evans besökte en bostad i Krylbo.                                                   | Terry Evans                                                                       |
| 10      | 12 mars 2008     | En bostad i Kallinge besöks av mediet Lena Ranehag. | Lena Ranehag                                                                      |
| 11      | 19 mars 2008     | En bostad på Ekerö utanför Stockholm besöks. | Camilla Öhrnberg                                                                  |
| 12      | 26 mars 2008     | En livsmedelsbutik utanför Uppsala besöks. | Vendela Cederholm                                                                 |

## Säsong 9 (hösten 2008)
Säsongen sändes ursprungligen i TV-kanalen TV4 Plus. Säsongspremiären ägde rum den 17 september 2008 och säsongen avslutades den 10 december 2008. Säsongens programledare var Caroline Giertz.
| Avsnitt | Sändningsdatum    | Sammanfattning                                                                  | Medier                              |
| ------- | ----------------- | ------------------------------------------------------------------------------- | ----------------------------------- |
| 1       | 17 september 2008 | Glava gästgård i Värmland besöks.                                               | Terry Evans                         |
| 2       | 24 september 2008 | En privatperson träffar mediet Camilla Öhrnberg.                                | Camilla Öhrnberg                    |
| 3       | 1 oktober 2008    | En bostad i Gävle besöks av mediet Vendela Cederholm.                           | Vendela Cederholm                   |
| 4       | 8 oktober 2008    | En bostad i Borås besöks av mediet Lena Ranehag.                                | Lena Ranehag                        |
| 5       | 15 oktober 2008   | En restaurang i Uppsala besöks av mediet Jörgen Gustafsson.                     | Jörgen Gustafsson                   |
| 6       | 22 oktober 2008   | En bostad i Kinna Kulle i Västergötland besöks av mediet Camilla Öhrnberg.      | Camilla Öhrnberg                    |
| 7       | 29 oktober 2008   | En bostad i Västerhaninge utanför Stockholm besöks av mediet Jörgen Gustafsson. | Jörgen Gustafsson                   |
| 8       | 5 november 2008   | En bostad i Malmö besöks av mediet Terry Evans.                                 | Terry Evans                         |
| 9       | 19 november 2008  | En bostad i Dalvik besöks av mediet Lena Ranehag.                               | Lena Ranehag                        |
| 10      | 26 november 2008  | Ett ridhus besöks av medierna Camilla och Liselott Öhrnberg.                    | Camilla Öhrnberg, Liselott Öhrnberg |
| 11      | 3 december 2008   | En gård i Norge besöks av mediet Camilla Öhrnberg.                              | Camilla Öhrnberg                    |
| 12      | 10 december 2008  | En bostad på Österlen besöks av mediet Vendela Cederholm.                       | Vendela Cederholm                   |

## Säsong 10 (våren 2009)
Säsongen sändes ursprungligen i TV-kanalen TV4 Plus. Säsongspremiären ägde rum den 28 januari 2009 och säsongen avslutades den 15 april 2009. Säsongens programledare var Caroline Giertz.
| Avsnitt | Sändningsdatum   | Sammanfattning                                                         | Medier            |
| ------- | ---------------- | ---------------------------------------------------------------------- | ----------------- |
| 1       | 28 januari 2009  | En restaurang i Gamla stan i Stockholm besöks av mediet Terry Evans.   | Terry Evans       |
| 2       | 4 februari 2009  | En bostad i Grytgöl i Östergötland besöks av mediet Vendela Cederholm. | Vendela Cederholm |
| 3       | 11 februari 2009 | En bostad i Kumla besöks av mediet Camilla Öhrnberg.                   | Camilla Öhrnberg  |
| 4       | 18 februari 2009 | En gård besöks av mediet Lena Ranehag.                                 | Lena Ranehag      |
| 5       | 25 februari 2009 | En bostad utanför Växjö besöks av mediet Jörgen Gustafsson.            | Jörgen Gustafsson |
| 6       | 4 mars 2009      | En bostad i Hörby besöks av mediet Lena Ranehag.                       | Lena Ranehag      |
| 7       | 11 mars 2009     | En bostad i Skänninge besöks av mediet Jörgen Gustafsson.              | Jörgen Gustafsson |
| 8       | 18 mars 2009     | En privatperson träffar mediet Terry Evans.                            | Terry Evans       |
| 9       | 25 mars 2009     | En gård besöks av mediet Jörgen Gustafsson.                            | Jörgen Gustafsson |
| 10      | 1 april 2009     | En privatperson besöks av mediet Vendela Cederholm.                    | Vendela Cederholm |
| 11      | 8 april 2009     | En bostad besöks av mediet Camilla Öhrnberg.                           | Camilla Öhrnberg  |
| 12      | 15 april 2009    | Ett hotell i Jämtland besöks av mediet Jörgen Gustafsson.              | Jörgen Gustafsson |

## Säsong 11 (våren 2010)
Säsongen sändes ursprungligen i TV-kanalen TV4 Plus. Säsongspremiären ägde rum den 13 januari 2010 och säsongen avslutades den 14 april 2010. Säsongens programledare var Caroline Giertz.
| Avsnitt | Sändningsdatum   | Sammanfattning                                                       | Medier            |
| ------- | ---------------- | -------------------------------------------------------------------- | ----------------- |
| 1       | 13 januari 2010  | Ett pensionat på Höga kusten besöks av mediet Jörgen Gustafsson.     | Jörgen Gustafsson |
| 2       | 20 januari 2010  | Svartsjö slott på Ekerö besöks av mediet Terry Evans.                | Terry Evans       |
| 3       | 27 januari 2010  | Två privatpersoner träffar mediet Lena Ranehag.                      | Lena Ranehag      |
| 4       | 3 februari 2010  | En bostad i Halland besöks av mediet Camilla Öhrnberg.               | Camilla Öhrnberg  |
| 5       | 10 februari 2010 | En bostad i Insjön besöks av Det okända-redaktionen.                 | Vendela Cederholm |
| 6       | 3 mars 2010      | En ångbåt i Stockholm besöks av Det okända-redaktionen.              | Terry Evans       |
| 7       | 10 mars 2010     | En bostad utanför Uddevalla besöks av Det okända-redaktionen.        | Lena Ranehag      |
| 8       | 17 mars 2010     | En bostad besöks av mediet Camilla Öhrnberg.                         | Camilla Öhrnberg  |
| 9       | 24 mars 2010     | Ett kollektivboende i Kristinehamn besöks av Det okända-redaktionen. | Terry Evans       |
| 10      | 31 mars 2010     | En bostad besöks av mediet Vendela Cederholm.                        | Vendela Cederholm |
| 11      | 7 april 2010     | Två privatpersoner träffar mediet Lena Ranehag för en seans.         | Lena Ranehag      |
| 12      | 14 april 2010    | Ett par i Norrköping träffar Det okända-redaktionen.                 | Jörgen Gustafsson |

## Säsong 12 (hösten 2010)
Säsongen sändes ursprungligen i TV-kanalen TV4 Plus. Säsongspremiären ägde rum den 9 augusti 2010 och säsongen avslutades den 1 november 2010. Säsongens programledare var Caroline Giertz.
| Avsnitt | Sändningsdatum    | Sammanfattning | Medier            |
| ------- | ----------------- | --- | ----------------- |
| 1       | 9 augusti 2010    | En bostad i Strängnäs besöks av mediet Terry Evans. | Terry Evans       |
| 2       | 16 augusti 2010   | En gård besöks av mediet Lena Ranehag. | Lena Ranehag      |
| 3       | 23 augusti 2010   | En bostad i Kungsör besöks av mediet Vendela Cederholm. | Vendela Cederholm |
| 4       | 30 augusti 2010   | En bostad i Julita besöks av mediet Lena Ranehag. | Lena Ranehag      |
| 5       | 6 september 2010  | En bostad i Västerås besöks av mediet Vendela Cederholm. Avsnittet fälldes av Granskningsnämnden för radio och TV, då det stred mot bestämmelsen om respekt för den enskildes privatliv. | Vendela Cederholm |
| 6       | 13 september 2010 | En bostad i Karlskoga besöks av mediet Terry Evans. | Terry Evans       |
| 7       | 20 september 2010 | En festvåning i Stockholm besöks av mediet Terry Evans. | Terry Evans       |
| 8       | 27 september 2010 | En bostad besöks av Det okända-redaktionen. | Vendela Cederholm |
| 9       | 4 oktober 2010    | En bostad i Nyköping besöks av mediet Jörgen Gustafsson. | Jörgen Gustafsson |
| 10      | 11 oktober 2010   | En bostad i Linköping besöks av mediet Vendela Cederholm. | Vendela Cederholm |
| 11      | 18 oktober 2010   | En bostad utanför Svenljunga besöks av mediet Lena Ranehag. | Lena Ranehag      |
| 12      | 25 oktober 2010   | En bostad i närheten av Sundsvall besöks av mediet Lena Ranehag. | Lena Ranehag      |
| 13      | 1 november 2010   | Strindbergs Intima Teater i Stockholm kontaktar Det okända-redaktionen. | Jörgen Gustafsson |

## Säsong 13 (våren 2011)
Säsongen sändes ursprungligen i TV-kanalen TV4 Plus. Säsongspremiären ägde rum den 10 januari 2011 och säsongen avslutades den 1 november 2010. Säsongens programledare var Caroline Giertz. I säsongen introducerades mediet Birkan Tore.
| Avsnitt | Sändningsdatum   | Sammanfattning                                                            | Medier            |
| ------- | ---------------- | ------------------------------------------------------------------------- | ----------------- |
| 1       | 10 januari 2011  | En konferensanläggning i Sala kommun besöks av mediet Terry Evans.        | Terry Evans       |
| 2       | 17 januari 2011  | En bostad i Markaryd i Småland besöks av mediet Camilla Öhrnberg.         | Camilla Öhrnberg  |
| 3       | 24 januari 2011  | Privatpersoner träffar mediet Lena Ranehag.                               | Lena Ranehag      |
| 4       | 31 januari 2011  | En bostad besöks av mediet Terry Evans.                                   | Terry Evans       |
| 5       | 7 februari 2011  | En gård utanför Jönköping besöks av mediet Jörgen Gustafsson.             | Jörgen Gustafsson |
| 6       | 14 februari 2011 | Finsta gård utanför Norrtälje besöks av mediet Birkan Tore.               | Birkan Tore       |
| 7       | 21 februari 2011 | En bostad i Motala besöks av mediet Lena Ranehag.                         | Lena Ranehag      |
| 8       | 28 februari 2011 | En bostad i Kungsör besöks av mediet Vendela Cederholm.                   | Vendela Cederholm |
| 9       | 7 mars 2011      | En bostad i närheten av Örebro besöks av mediet Jörgen Gustafsson.        | Jörgen Gustafsson |
| 10      | 14 mars 2011     | En bostad på ön Tjörn vid Bohuskusten besöks av mediet Lena Ranehag.      | Lena Ranehag      |
| 11      | 21 mars 2011     | En bostad i Jordbro utanför Stockholm besöks av mediet Vendela Cederholm. | Vendela Cederholm |

## Säsong 14 (hösten 2011)
Säsongen sändes ursprungligen i TV-kanalen Sjuan. Säsongspremiären ägde rum den 19 september 2011 och säsongen avslutades den 19 december 2011. Säsongens programledare var Caroline Giertz. I säsongen introducerades mediet Pierre Hesselbrandt.
| Avsnitt | Sändningsdatum    | Sammanfattning                                                         | Medier              |
| ------- | ----------------- | ---------------------------------------------------------------------- | ------------------- |
| 1       | 19 september 2011 | En bostad i Uppsala kommun besöks av mediet Pierre Hesselbrandt.       | Pierre Hesselbrandt |
| 2       | 26 september 2011 | Julita gård utanför Katrineholm besöks av mediet Lena Ranehag.         | Lena Ranehag        |
| 3       | 3 oktober 2011    | En gård besöks av mediet Pierre Hesselbrandt.                          | Pierre Hesselbrandt |
| 4       | 10 oktober 2011   | En bostad besöks av mediet Birkan Tore.                                | Birkan Tore         |
| 5       | 17 oktober 2011   | En bostad i Bålsta besöks av mediet Camilla Öhrnberg.                  | Camilla Öhrnberg    |
| 6       | 24 oktober 2011   | Linda Thelenius bostad i Stockholm besöks av mediet Terry Evans.       | Terry Evans         |
| 7       | 31 oktober 2011   | En gård utanför Tidaholm besöks av mediet Lena Ranehag.                | Lena Ranehag        |
| 8       | 7 november 2011   | En bostad på Ingarö i Värmdö kommun besöks av mediet Camilla Öhrnberg. | Camilla Öhrnberg    |
| 9       | 14 november 2011  | En nedlagd skola i Arboga besöks av mediet Terry Evans.                | Terry Evans         |
| 10      | 21 november 2011  | En bostad i Katrineholm besöks av mediet Pierre Hesselbrandt.          | Pierre Hesselbrandt |
| 11      | 28 november 2011  | Marieborgs herrgård i Norrköping besöks av mediet Lena Ranehag.        | Lena Ranehag        |
| 12      | 5 december 2011   | En bostad utanför Östersund besöks av mediet Terry Evans.              | Terry Evans         |
| 13      | 12 december 2011  | En bostad på Gotland besöks av mediet Vendela Cederholm.               | Vendela Cederholm   |
| 14      | 19 december 2011  | En bostad utanför Landskrona besöks av mediet Birkan Tore.             | Birkan Tore         |

## Säsong 15 (våren 2012)
Säsongen sändes ursprungligen i TV-kanalen Sjuan. Säsongspremiären ägde rum den 9 januari 2012 och säsongen avslutades den 19 mars 2012. Säsongens programledare var Caroline Giertz.
| Avsnitt | Sändningsdatum   | Sammanfattning                                                         | Medier              |
| ------- | ---------------- | ---------------------------------------------------------------------- | ------------------- |
| 1       | 9 januari 2012   | En bostad i Påarp utanför Helsingborg besöks av mediet Birkan Tore.    | Birkan Tore         |
| 2       | 16 januari 2012  | Privatpersoner träffar mediet Terry Evans.                             | Terry Evans         |
| 3       | 23 januari 2012  | Ett hotell i Piteå besöks av mediet Pierre Hesselbrandt.               | Pierre Hesselbrandt |
| 4       | 30 januari 2012  | En bostad i Sundbyberg besöks av mediet Camilla Öhrnberg.              | Camilla Öhrnberg    |
| 5       | 6 februari 2012  | En bostad i Stockholm besöks av mediet Pierre Hesselbrandt.            | Pierre Hesselbrandt |
| 6       | 13 februari 2012 | Christina Lindbergs bostad i Skåne besöks av mediet Terry Evans.       | Terry Evans         |
| 7       | 20 februari 2012 | En bostad utanför Älmhult i Småland besöks av mediet Camilla Öhrnberg. | Camilla Öhrnberg    |
| 8       | 27 februari 2012 | Ekebyhovs slott i Ekerö kommun besöks av mediet Terry Evans.           | Terry Evans         |
| 9       | 5 mars 2012      | En bostad i Uppsala besöks av mediet Lena Ranehag.                     | Lena Ranehag        |
| 10      | 12 mars 2012     | En bostad i Gnesta besöks av mediet Vendela Cederholm.                 | Vendela Cederholm   |
| 11      | 19 mars 2012     | Äventyrscentret Boda Borg besöks av mediet Pierre Hesselbrandt.        | Pierre Hesselbrandt |

## Säsong 16 (hösten 2012)
Säsongen sändes ursprungligen i TV-kanalen Sjuan. Säsongspremiären ägde rum den 20 augusti 2012 och säsongen avslutades den 22 oktober 2012. Säsongens programledare var Caroline Giertz.
| Avsnitt | Sändningsdatum    | Sammanfattning                                                             | Medier              |
| ------- | ----------------- | -------------------------------------------------------------------------- | ------------------- |
| 1       | 20 augusti 2012   | En hästgård utanför Enköping besöks av mediet Terry Evans.                 | Terry Evans         |
| 2       | 27 augusti 2012   | Privatpersoner träffar mediet Jörgen Gustafsson.                           | Jörgen Gustafsson   |
| 3       | 3 september 2012  | En bostad besöks av mediet Birkan Tore.                                    | Birkan Tore         |
| 4       | 10 september 2012 | Schenströmska herrgården i Västmanland besöks av mediet Terry Evans.       | Terry Evans         |
| 5       | 17 september 2012 | Ett tvätteri i närheten av Söderhamn besöks av mediet Pierre Hesselbrandt. | Pierre Hesselbrandt |
| 6       | 24 september 2012 | Ett kafé i Hällefors kommun besöks av mediet Birkan Tore.                  | Birkan Tore         |
| 7       | 1 oktober 2012    | En bostad i Göteborg besöks av mediet Terry Evans.                         | Terry Evans         |
| 8       | 8 oktober 2012    | En bostad i Dalsjöfors i Västergötland besöks av mediet Lena Ranehag.      | Lena Ranehag        |
| 9       | 15 oktober 2012   | En bostad utanför Bollnäs besöks av mediet Vendela Cederholm.              | Vendela Cederholm   |
| 10      | 22 oktober 2012   | En bostad utanför Östhammar besöks av mediet Birkan Tore.                  | Birkan Tore         |

## Säsong 17 (våren 2013)
Säsongen sändes ursprungligen i TV-kanalen Sjuan. Säsongspremiären ägde rum den 21 januari 2013 och säsongen avslutades den 1 april 2013. Säsongens programledare var Caroline Giertz.
| Avsnitt | Sändningsdatum   | Sammanfattning                                                                             | Medier              |
| ------- | ---------------- | ------------------------------------------------------------------------------------------ | ------------------- |
| 1       | 21 januari 2013  | En bostad utanför Kalmar besöks av mediet Terry Evans.                                     | Terry Evans         |
| 2       | 28 januari 2013  | Det före detta sanatoriet Tjärnan mellan Säter och Hedemora besöks av mediet Lena Ranehag. | Lena Ranehag        |
| 3       | 4 februari 2013  | En bostad utanför Sala besöks av mediet Birkan Tore.                                       | Birkan Tore         |
| 4       | 11 februari 2013 | En bostad i Mariefred besöks av mediet Vendela Cederholm.                                  | Vendela Cederholm   |
| 5       | 18 februari 2013 | En restaurang utanför Hudiksvall besöks av mediet Camilla Öhrnberg.                        | Camilla Öhrnberg    |
| 6       | 25 februari 2013 | En bostad i Kungsbacka besöks av mediet Pierre Hesselbrandt.                               | Pierre Hesselbrandt |
| 7       | 4 mars 2013      | Skandiateatern i Norrköping besöks av mediet Lena Ranehag.                                 | Lena Ranehag        |
| 8       | 11 mars 2013     | En loppmarknad i Ludvika besöks av mediet Terry Evans.                                     | Terry Evans         |
| 9       | 18 mars 2013     | En kursgård utanför Vindeln i Västerbotten besöks av mediet Jörgen Gustafsson.             | Jörgen Gustafsson   |
| 10      | 25 mars 2013     | En bostad i Göteborg besöks av mediet Lena Ranehag.                                        | Lena Ranehag        |
| 11      | 1 april 2013     | En bostad besöks av mediet Camilla Öhrnberg.                                               | Camilla Öhrnberg    |

## Säsong 18 (hösten 2013)
Säsongen sändes ursprungligen i TV-kanalen Sjuan. Säsongspremiären ägde rum den 2 september 2013 och säsongen avslutades den 16 december 2013. Säsongens programledare var Caroline Giertz.
| Avsnitt | Sändningsdatum    | Sammanfattning                                                            | Medier              |
| ------- | ----------------- | ------------------------------------------------------------------------- | ------------------- |
| 1       | 2 september 2013  | En bostad i Småland besöks av mediet Birkan Tore.                         | Birkan Tore         |
| 2       | 9 september 2013  | En bostad i Karlskrona besöks av mediet Pierre Hesselbrandt.              | Pierre Hesselbrandt |
| 3       | 16 september 2013 | En frisersalong i Munkedal i Bohuslän besöks av mediet Lena Ranehag.      | Lena Ranehag        |
| 4       | 23 september 2013 | En bostad i Haparanda kommun besöks av mediet Vendela Cederholm.          | Vendela Cederholm   |
| 5       | 30 september 2013 | En bostad i Karlshamns kommun i Småland besöks av mediet Terry Evans.     | Terry Evans         |
| 6       | 7 oktober 2013    | En bostad i Kopparberg i Västmanland besöks av mediet Jörgen Gustafsson.  | Jörgen Gustafsson   |
| 7       | 14 oktober 2013   | En bostad i Uppsala besöks av mediet Camilla Öhrnberg.                    | Camilla Öhrnberg    |
| 8       | 21 oktober 2013   | En bostad i Vingåker i Södermanland besöks av mediet Vendela Cederholm.   | Vendela Cederholm   |
| 9       | 4 november 2013   | En restaurang i Västerås besöks av mediet Lena Ranehag.                   | Lena Ranehag        |
| 10      | 11 november 2013  | En bostad i Fagersta i Västmanland besöks av mediet Pierre Hesselbrandt.  | Pierre Hesselbrandt |
| 11      | 18 november 2013  | En hästgård besöks av mediet Jörgen Gustafsson.                           | Jörgen Gustafsson   |
| 12      | 25 november 2013  | En bostad i Kolmården besöks av mediet Lena Ranehag.                      | Lena Ranehag        |
| 13      | 2 december 2013   | Sala silvergruva besöks av mediet Terry Evans.                            | Terry Evans         |
| 14      | 9 december 2013   | En bostad i Ale kommun i Västergötland besöks av mediet Camilla Öhrnberg. | Camilla Öhrnberg    |
| 15      | 16 december 2013  | En bostad i Hökarängen i Stockholms kommun besöks av mediet Lena Ranehag. | Lena Ranehag        |

## Säsong 19 (våren 2014)
Säsongen sändes ursprungligen i TV-kanalen Sjuan. Säsongspremiären ägde rum den 6 januari 2014 och säsongen avslutades den 24 mars 2014. Säsongens programledare var Caroline Giertz.
| Avsnitt | Sändningsdatum   | Sammanfattning                                                          | Medier              |
| ------- | ---------------- | ----------------------------------------------------------------------- | ------------------- |
| 1       | 6 januari 2014   | En bostad i Växjö besöks av mediet Camilla Öhrnberg.                    | Camilla Öhrnberg    |
| 2       | 13 januari 2014  | En bostad i Österbybruk i Uppland besöks av mediet Pierre Hesselbrandt. | Pierre Hesselbrandt |
| 3       | 20 januari 2014  | En bostad i Mariefred i Södermanland besöks av mediet Terry Evans.      | Terry Evans         |
| 4       | 27 januari 2014  | En bostad i Skara besöks av mediet Lena Ranehag.                        | Lena Ranehag        |
| 5       | 3 februari 2014  | En bostad i Falun besöks av mediet Vendela Cederholm.                   | Vendela Cederholm   |
| 6       | 10 februari 2014 | En bostad i Mockfjärd i Dalarna besöks av mediet Jörgen Gustafsson.     | Jörgen Gustafsson   |
| 7       | 17 februari 2014 | En bostad utanför Skövde besöks av mediet Camilla Öhrnberg.             | Camilla Öhrnberg    |
| 8       | 24 februari 2014 | En gård i Rönninge besöks av mediet Birkan Tore.                        | Birkan Tore         |
| 9       | 3 mars 2014      | En bostad i Sala besöks av mediet Lena Ranehag.                         | Lena Ranehag        |
| 10      | 10 mars 2014     | En bostad i Perstorp i Skåne besöks av mediet Pierre Hesselbrandt.      | Pierre Hesselbrandt |
| 11      | 17 mars 2014     | En bostad i Södra Sandby i Skåne besöks av mediet Jörgen Gustafsson.    | Jörgen Gustafsson   |
| 12      | 24 mars 2014     | En bostad i Lidköping besöks av mediet Camilla Öhrnberg.                | Camilla Öhrnberg    |

## Säsong 20 (hösten 2014)
Säsongen sändes ursprungligen i TV-kanalen Sjuan. Säsongspremiären ägde rum den 1 september 2014 och säsongen avslutades den 20 oktober 2014. Säsongens programledare var Caroline Giertz.
| Avsnitt | Sändningsdatum    | Sammanfattning                                                                                                 | Medier              |
| ------- | ----------------- | --- | ------------------- |
| 1       | 1 september 2014  | En herrgård besöks av mediet Terry Evans.                                                                      | Terry Evans         |
| 2       | 8 september 2014  | En bostad i Åkersberga utanför Stockholm besöks av mediet Pierre Hesselbrandt.                                 | Pierre Hesselbrandt |
| 3       | 15 september 2014 | En gård utanför Färjestaden på Öland besöks av mediet Birkan Tore.                                             | Birkan Tore         |
| 4       | 22 september 2014 | En bondgård utanför Strängnäs besöks av mediet Camilla Öhrnberg.                                               | Camilla Öhrnberg    |
| 5       | 29 september 2014 | Uppföljning av ett avsnitt från en tidigare säsong, då mediet Jörgen Gustafsson besökte en bostad i Karlskoga. | Jörgen Gustafsson   |
| 6       | 6 oktober 2014    | En bostad på landsbygden i Småland besöks av mediet Vendela Cederholm.                                         | Vendela Cederholm   |
| 7       | 13 oktober 2014   | En bostad utanför Ockelbo i Gästrikland besöks av mediet Camilla Öhrnberg.                                     | Camilla Öhrnberg    |
| 8       | 20 oktober 2014   | Gävles fängelsemuseum besöks av mediet Terry Evans.                                                            | Terry Evans         |

## Säsong 21 (våren 2015)
Säsongen sändes ursprungligen i TV-kanalen Sjuan. Säsongspremiären ägde rum den 12 januari 2015 och säsongen avslutades den 23 mars 2015. Säsongens programledare var Caroline Giertz.
| Avsnitt | Sändningsdatum   | Sammanfattning                                                                                      | Medier                                       |
| ------- | ---------------- | --------------------------------------------------------------------------------------------------- | -------------------------------------------- |
| 1       | 12 januari 2015  | En bostad i Vetlanda i Småland besöks av mediet Lena Ranehag.                                       | Lena Ranehag                                 |
| 2       | 19 januari 2015  | Ett ridhus i Norrköping besöks av mediet Birkan Tore.                                               | Birkan Tore                                  |
| 3       | 26 januari 2015  | En privatperson i Svalövs kommun träffar mediet Jörgen Gustafsson.                                  | Jörgen Gustafsson                            |
| 4       | 2 februari 2015  | En bostad i Hedemora i Dalarna besöks av mediet Terry Evans.                                        | Terry Evans                                  |
| 5       | 9 februari 2015  | En bostad i Hälsingland besöks av mediet Vendela Cederholm.                                         | Vendela Cederholm                            |
| 6       | 16 februari 2015 | En bostad i Edsbyn i Hälsingland besöks av mediet Camilla Öhrnberg.                                 | Camilla Öhrnberg                             |
| 7       | 23 februari 2015 | En bostad i Hässleholms kommun besöks av mediet Pierre Hesselbrandt.                                | Pierre Hesselbrandt                          |
| 8       | 2 mars 2015      | En bostad i Göteborg besöks av mediet Birkan Tore.                                                  | Birkan Tore                                  |
| 9       | 9 mars 2015      | En bostad i Staffanstorp i Skåne besöks av mediet Jörgen Gustafsson.                                | Jörgen Gustafsson                            |
| 10      | 16 mars 2015     | En bostad i Norrköping besöks av mediet Terry Evans.                                                | Terry Evans                                  |
| 11      | 23 mars 2015     | Fortsättning från föregående avsnitt, med medierna Terry Evans, Lena Ranehag och Vendela Cederholm. | Terry Evans, Lena Ranehag, Vendela Cederholm |

## Säsong 22 (hösten 2015)
Säsongen sändes ursprungligen i TV-kanalen Sjuan. Säsongspremiären ägde rum den 24 augusti 2015 och säsongen avslutades den 26 oktober 2015. Säsongens programledare var Caroline Giertz. I säsongen introducerades medierna Regina Lund och Andreas Österlund.
| Avsnitt | Sändningsdatum    | Sammanfattning                                                                                     | Medier              |
| ------- | ----------------- | -------------------------------------------------------------------------------------------------- | ------------------- |
| 1       | 24 augusti 2015   | En bostad i Medelpad besöks av mediet Lena Ranehag.                                                | Lena Ranehag        |
| 2       | 31 augusti 2015   | En bostad i Malmö besöks av mediet Pierre Hesselbrandt.                                            | Pierre Hesselbrandt |
| 3       | 7 september 2015  | En hästgård i Tidaholm i Västergötland besöks av mediet Birkan Tore.                               | Birkan Tore         |
| 4       | 14 september 2015 | Ett gästgiveri utanför Borlänge besöks av artisten/mediet Regina Lund.                             | Regina Lund         |
| 5       | 21 september 2015 | En bostad i Skutskär på gränsen mellan Gästrikland och Uppland besöks av mediet Jörgen Gustafsson. | Jörgen Gustafsson   |
| 6       | 28 september 2015 | Ett kafé och en bostad besöks av mediet Terry Evans.                                               | Terry Evans         |
| 7       | 5 oktober 2015    | En bostad i Enköping besöks av mediet Vendela Cederholm.                                           | Vendela Cederholm   |
| 8       | 12 oktober 2015   | En bostad i Västerviks kommun i Småland besöks av mediet Andreas Österlund.                        | Andreas Österlund   |
| 9       | 19 oktober 2015   | En bostad besöks av mediet Camilla Öhrnberg.                                                       | Camilla Öhrnberg    |
| 10      | 26 oktober 2015   | En bostad i Heby kommun i Uppland besöks av mediet Terry Evans.                                    | Terry Evans         |

## Säsong 23 (våren 2016)
Säsongen sändes ursprungligen i TV-kanalen Sjuan. Säsongspremiären ägde rum den 25 januari 2016 och säsongen avslutades den 27 april 2016. Säsongens programledare var Caroline Giertz. I säsongen introducerades medierna Dermot Clemenger och Anu Rosentjärn.
| Avsnitt | Sändningsdatum   | Sammanfattning | Medier                         |
| ------- | ---------------- | --- | ------------------------------ |
| 1       | 25 januari 2016  | Sörby herrgård i Västmanland besöks av medierna Dermot Clemenger och Lena Ranehag. | Dermot Clemenger, Lena Ranehag |
| 2       | 1 februari 2016  | En antikaffär och bostad i Storvik i Gästrikland besöks av mediet Pierre Hesselbrandt. | Pierre Hesselbrandt            |
| 3       | 8 februari 2016  | En bostad i Norrala i Hälsingland besöks av mediet Terry Evans. | Terry Evans                    |
| 4       | 15 februari 2016 | En bostad på Tjörn vid Bohuskusten besöks av mediet Birkan Tore. Avsnittet fälldes av Granskningsnämnden för radio och TV, då det stred mot bestämmelsen om respekt för den enskildes privatliv. | Birkan Tore                    |
| 5       | 22 februari 2016 | En blomsterhandel i Stockholm besöks av mediet Camilla Öhrnberg. | Camilla Öhrnberg               |
| 6       | 29 februari 2016 | En bostad i Torshälla i Södermanland besöks av mediet Lena Ranehag. | Lena Ranehag                   |
| 7       | 7 mars 2016      | En bostad i Staffanstorp besöks av mediet Vendela Cederholm. | Vendela Cederholm              |
| 8       | 14 mars 2016     | En bostad i Stockholm besöks av mediet Anu Rosentjärn. | Anu Rosentjärn                 |
| 9       | 21 mars 2016     | Privatpersoner i Husby-Rekarne i Södermanland besöks av mediet Pierre Hesselbrandt. | Pierre Hesselbrandt            |
| 10      | 28 mars 2016     | En bostad i Flen i Södermanland besöks av mediet Jörgen Gustafsson. | Jörgen Gustafsson              |
| 11      | 4 april 2016     | En bostad i Mariestad i Västergötland besöks av mediet Lena Ranehag. | Lena Ranehag                   |
| 12      | 13 april 2016    | En bostad i Skåne besöks av mediet Camilla Öhrnberg. | Camilla Öhrnberg               |
| 13      | 20 april 2016    | En bostad i Dalarna besöks av mediet Terry Evans. | Terry Evans                    |
| 14      | 27 april 2016    | En bostad i Heby i Uppland besöks av mediet Pierre Hesselbrandt. | Pierre Hesselbrandt            |

## Säsong 24 (hösten 2016)
Säsongen sändes ursprungligen i TV-kanalen Sjuan. Säsongspremiären ägde rum den 22 augusti 2016 och säsongen avslutades den 24 oktober 2016. Säsongens programledare var Caroline Giertz. I säsongen introducerades mediet Mariana Larsson-Sjöberg.
| Avsnitt | Sändningsdatum    | Sammanfattning                                                                   | Medier                  |
| ------- | ----------------- | -------------------------------------------------------------------------------- | ----------------------- |
| 1       | 22 augusti 2016   | En bostad i Bollnäs kommun i Hälsingland besöks av mediet Pierre Hesselbrandt.   | Pierre Hesselbrandt     |
| 2       | 29 augusti 2016   | Ett "äventyrshus" utanför Gävle besöks av mediet Terry Evans.                    | Terry Evans             |
| 3       | 5 september 2016  | En ombyggd kyrka i Gränna vid Vättern besöks av mediet Anu Rosentjärn.           | Anu Rosentjärn          |
| 4       | 12 september 2016 | Privatpersoner i Uppland träffar mediet Andreas Österlund.                       | Andreas Österlund       |
| 5       | 19 september 2016 | En bostad i Krokek i Östergötland besöks av mediet Pierre Hesselbrandt.          | Pierre Hesselbrandt     |
| 6       | 26 september 2016 | En bostad utanför Katrineholm i Södermanland besöks av mediet Jörgen Gustafsson. | Jörgen Gustafsson       |
| 7       | 3 oktober 2016    | En bostad i Blekinge besöks av mediet Vendela Cederholm.                         | Vendela Cederholm       |
| 8       | 10 oktober 2016   | En bostad i Gästrikland besöks av mediet Andreas Österlund.                      | Andreas Österlund       |
| 9       | 17 oktober 2016   | Ljungs slott utanför Linköping besöks av mediet Terry Evans.                     | Terry Evans             |
| 10      | 24 oktober 2016   | En bostad i Gästrikland besöks av mediet Mariana Larsson-Sjöberg.                | Mariana Larsson-Sjöberg |

## Säsong 25 (våren 2017)
Säsongen sändes ursprungligen i TV-kanalen Sjuan. Säsongspremiären ägde rum den 11 januari 2017 och säsongen avslutades den 12 april 2017. Säsongens programledare var Caroline Giertz.
| Avsnitt | Sändningsdatum   | Sammanfattning | Medier                  |
| ------- | ---------------- | --- | ----------------------- |
| 1       | 11 januari 2017  | En bostad besöks av mediet Pierre Hesselbrandt. | Pierre Hesselbrandt     |
| 2       | 18 januari 2017  | En bostad i Svedala i Skåne besöks av mediet Terry Evans. | Terry Evans             |
| 3       | 25 januari 2017  | En bostad i Arboga i Västmanland besöks av mediet Anu Rosentjärn. | Anu Rosentjärn          |
| 4       | 1 februari 2017  | En bostad i Österbybruk i Uppland besöks av mediet Jörgen Gustafsson. | Jörgen Gustafsson       |
| 5       | 8 februari 2017  | En bostad i Surahammar i Västmanland besöks av mediet Vendela Cederholm. | Vendela Cederholm       |
| 6       | 15 februari 2017 | En bostad i Gästrikland besöks av mediet Mariana Larsson-Sjöberg. | Mariana Larsson-Sjöberg |
| 7       | 22 februari 2017 | En bostad i Västergötland besöks av mediet Camilla Öhrnberg. | Camilla Öhrnberg        |
| 8       | 1 mars 2017      | En bostad i Kristianstad besöks av mediet Anu Rosentjärn. | Anu Rosentjärn          |
| 9       | 8 mars 2017      | Ett hotell i Arjeplog i Lappland besöks av mediet Jörgen Gustafsson. | Jörgen Gustafsson       |
| 10      | 15 mars 2017     | En bostad i Småland besöks av mediet Vendela Cederholm. | Vendela Cederholm       |
| 11      | 22 mars 2017     | En bostad i Skåne besöks av mediet Terry Evans. | Terry Evans             |
| 12      | 29 mars 2017     | Privatpersoner i Lindesbergs kommun i Västmanland träffar mediet Pierre Hesselbrandt. | Pierre Hesselbrandt     |
| 13      | 5 april 2017     | En bostad i Österåsen besöks av mediet Jörgen Gustafsson. Avsnittet fälldes av Granskningsnämnden för radio och TV, då det stred mot bestämmelsen om respekt för den enskildes privatliv. | Jörgen Gustafsson       |
| 14      | 12 april 2017    | En bostad i Kristianstad besöks av mediet Liselotte Öhrnberg. | Liselotte Öhrnberg      |

## Säsong 26 (hösten 2017)
Säsongen sändes ursprungligen i TV-kanalen Sjuan. Säsongspremiären ägde rum den 16 augusti 2017 och säsongen avslutades den 18 oktober 2017. Säsongens programledare var Caroline Giertz.
| Avsnitt | Sändningsdatum    | Sammanfattning                                                                      | Medier                  |
| ------- | ----------------- | ----------------------------------------------------------------------------------- | ----------------------- |
| 1       | 16 augusti 2017   | En bostad i Örnsköldsviks kommun i Ångermanland besöks av mediet Jörgen Gustafsson. | Jörgen Gustafsson       |
| 2       | 23 augusti 2017   | En bostad i Vansbro i Dalarna besöks av mediet Mariana Larsson-Sjöberg.             | Mariana Larsson-Sjöberg |
| 3       | 30 augusti 2017   | En bostad i Bollnäs besöks av mediet Andreas Österlund.                             | Andreas Österlund       |
| 4       | 6 september 2017  | Privatpersoner i Fristad i Västergötland träffar mediet Anu Rosentjärn.             | Anu Rosentjärn          |
| 5       | 13 september 2017 | En bostad i Uppsala besöks av mediet Pierre Hesselbrandt.                           | Pierre Hesselbrandt     |
| 6       | 20 september 2017 | En bostad i Flens kommun i Södermanland besöks av mediet Camilla Öhrnberg.          | Camilla Öhrnberg        |
| 7       | 27 september 2017 | En bostad i Borås kommun besöks av Det okända-redaktionen.                          | Terry Evans             |
| 8       | 4 oktober 2017    | En bostad i Bromma i Stockholms kommun besöks av mediet Birkan Tore.                | Birkan Tore             |
| 9       | 11 oktober 2017   | En familj i Gävle träffar mediet Andreas Österlund.                                 | Andreas Österlund       |
| 10      | 18 oktober 2017   | En herrgård i Västmanland besöks av mediet Anu Rosentjärn.                          | Anu Rosentjärn          |

## Säsong 27 (våren 2018)
Säsongen sändes ursprungligen i TV-kanalen Sjuan. Säsongspremiären ägde rum den 8 januari 2018 och säsongen avslutades den 26 mars 2018. Säsongens programledare var Caroline Giertz.
| Avsnitt | Sändningsdatum   | Sammanfattning                                                                     | Medier                  |
| ------- | ---------------- | ---------------------------------------------------------------------------------- | ----------------------- |
| 1       | 8 januari 2018   | En bostad i Mora i Dalarna besöks av mediet Pierre Hesselbrandt.                   | Pierre Hesselbrandt     |
| 2       | 15 januari 2018  | En bostad i Mölndal utanför Göteborg besöks av mediet Camilla Öhrnberg.            | Camilla Öhrnberg        |
| 3       | 22 januari 2018  | Privatpersoner i Småland träffar mediet Terry Evans.                               | Terry Evans             |
| 4       | 29 januari 2018  | En bostad i Borås besöks av mediet Mariana Larsson-Sjöberg.                        | Mariana Larsson-Sjöberg |
| 5       | 5 februari 2018  | En bostad i Tyresö besöks av mediet Anu Rosentjärn.                                | Anu Rosentjärn          |
| 6       | 12 februari 2018 | En bostad i Sandviken besöks av mediet Birkan Tore.                                | Birkan Tore             |
| 7       | 19 februari 2018 | En bostad i Gnesta kommun i Södermanland besöks av mediet Jörgen Gustafsson.       | Jörgen Gustafsson       |
| 8       | 26 februari 2018 | En bostad i Surahammars kommun i Västmanland besöks av mediet Pierre Hesselbrandt. | Pierre Hesselbrandt     |
| 9       | 5 mars 2018      | En yogalokal i Stockholm besöks av mediet Vendela Cederholm.                       | Vendela Cederholm       |
| 10      | 12 mars 2018     | En bostad besöks av mediet Andreas Österlund.                                      | Andreas Österlund       |
| 11      | 19 mars 2018     | En restaurang i Vagnhärad i Södermanland besöks av mediet Mariana Larsson-Sjöberg. | Mariana Larsson-Sjöberg |
| 12      | 26 mars 2018     | En bostad i Mariestad i Västergötland besöks av mediet Lena Ranehag.               | Lena Ranehag            |

## Säsong 28 (hösten 2018)
Säsongen sändes ursprungligen i TV-kanalen Sjuan. Säsongspremiären ägde rum den 29 augusti 2018 och säsongen avslutades den 31 oktober 2018.
| Avsnitt | Sändningsdatum    | Sammanfattning                                                        | Medier              |
| ------- | ----------------- | --------------------------------------------------------------------- | ------------------- |
| 1       | 29 augusti 2018   | En bostad i Småland besöks av mediet Andreas Österlund.               | Andreas Österlund   |
| 2       | 5 september 2018  | En bostad besöks av mediet Camilla Öhrnberg.                          | Camilla Öhrnberg    |
| 3       | 12 september 2018 | En bostad i Angered utanför Göteborg besöks av mediet Anu Rosentjärn. | Anu Rosentjärn      |
| 4       | 19 september 2018 | En bostad i Småland besöks av mediet Lena Ranehag.                    | Lena Ranehag        |
| 5       | 26 september 2018 | En bostad besöks av mediet Vendela Cederholm.                         | Vendela Cederholm   |
| 6       | 3 oktober 2018    | En bostad besöks av mediet Camilla Öhrnberg.                          | Camilla Öhrnberg    |
| 7       | 10 oktober 2018   | En bostad utanför Stockholm besöks av mediet Lena Ranehag.            | Lena Ranehag        |
| 8       | 24 oktober 2018   | En bostad besöks av mediet Jörgen Gustafsson.                         | Jörgen Gustafsson   |
| 9       | 31 oktober 2018   | En hästgård i Hälsingland besöks av mediet Pierre Hesselbrandt.       | Pierre Hesselbrandt |

## Säsong 29 (våren 2019)
Säsongen sändes ursprungligen i TV-kanalen Sjuan. Säsongspremiären ägde rum den 3 januari 2019 och säsongen avslutades den 28 mars 2019.
| Avsnitt | Sändningsdatum   | Sammanfattning                                                                  | Medier                  |
| ------- | ---------------- | ------------------------------------------------------------------------------- | ----------------------- |
| 1       | 3 januari 2019   | En lanthandel i Helsingborgs kommun besöks av mediet Pierre Hesselbrandt.       | Pierre Hesselbrandt     |
| 2       | 10 januari 2019  | En bostad utanför Norrköping besöks av mediet Anu Rosentjärn.                   | Anu Rosentjärn          |
| 3       | 17 januari 2019  | En bostad utanför Stockholm besöks av mediet Andreas Österlund.                 | Andreas Österlund       |
| 4       | 24 januari 2019  | En bostad besöks av mediet Lena Ranehag.                                        | Lena Ranehag            |
| 5       | 31 januari 2019  | En sommarstuga i den norrländska skärgården besöks av mediet Jörgen Gustafsson. | Jörgen Gustafsson       |
| 6       | 7 februari 2019  | En bostad i Nora besöks av mediet Mariana Larsson-Sjöberg.                      | Mariana Larsson-Sjöberg |
| 7       | 14 februari 2019 | Ett kafé i Lidköping besöks av mediet Camilla Öhrnberg.                         | Camilla Öhrnberg        |
| 8       | 21 februari 2019 | En bostad i Rimbo i Norrtälje kommun besöks av Pierre Hesselbrandt.             | Pierre Hesselbrandt     |
| 9       | 28 februari 2019 | En bostad i Svaneholm besöks av mediet Camilla Öhrnberg.                        | Camilla Öhrnberg        |
| 10      | 7 mars 2019      | En bostad utanför Piteå besöks av mediet Jörgen Gustafsson.                     | Jörgen Gustafsson       |
| 11      | 14 mars 2019     | En bostad på Alnön utanför Sundsvall besöks av mediet Andreas Österlund.        | Andreas Österlund       |
| 12      | 21 mars 2019     | En bostad i Arboga kommun besöks av mediet Vendela Cederholm.                   | Vendela Cederholm       |
| 13      | 28 mars 2019     | En bostad utanför Norrköping besöks av mediet Anu Rosentjärn.                   | Anu Rosentjärn          |